# Синдекан 2
Синдекан 2, или гепарансульфатпротеогликан (англ. syndecan 2; CD362) — мембранный белок, протеогликан семейства синдеканов, или трансмембранных гепарансульфатпротеогликанов. Продукт гена человека SDC2. Несёт на поверхности гепарансульфатные цепи.

## Функции
Белок является трансмембранным гепарансульфатпротеогликаном, входит в семейство синдеканов. Синдеканы опосредуют связывание клеток, передачу сигнала в клетке и организацию цитоскелета. Являются рецепторами для Tat-белка вируса ВИЧ. Синдекан 2 содержит гепарансульфатные цепи. Участвует в образовании специализированных мембранных доменов, функционирует в прямом взаимодействии клетки с внеклеточной средой и в организации примембранной цитоплазмы. Важен в ангиогенезе, возможно является ко-рецептором сосудистого эндотелиального фактора роста.

## Структура
Синдекан 2 несёт гепарансульфатные цепи, которые обеспечивают связь цитоскелета с внеклеточным матриксом. 
Зрелый белок состоит из 183 аминокислот, молекулярная масса белковой части — 22.2 кДа. Включает N-концевой внеклеточный домен (126 аминокислот), единственный спиральный трансмембранный фрагмент и небольшой цитозольный участок. На внеклеточном домене находится 4 участков гликозилирования: 3 участка присоединения O-гепарансульфатных цепей и 1 участок N-гликозилирования. 
Связывается с альфа-3-ламинином, эзрином и CASK.